# Fehérvízi református templom
A fehérvízi református templom műemlékké nyilvánított templom Romániában, Hunyad megyében. A romániai műemlékek jegyzékében a HD-II-m-A-03427 sorszámon szerepel.